# Ghost Atlas
Ghost Atlas je americký rock-metalový projekt hudebního interpreta Jesseho Cashe, jenž je členem progresivně metalcorové kapely Erra. Přesněji se jedná o zcela financovaný a nezávisle provozovaný hudební projekt. Vznikl v roce 2013 ve městě Birmingham v Alabamě. Mezi jeho členy patří zmíněný Jesse Cash (zpěv, bassová kytara), Alex Ballew (bicí) a Joseph McQueen, který má na starosti nahrávání a následné zpracovaní nahraných písní. Ty se zpracovávají ve studií Echelon v Kalifornii.

## Písně a videoklipy
První debutový EP pod názvem 'Gold Soul Coma' se vydal 10. ledna 2014 a na jeho přední místo se dostal singl 'Sacred Organ', jenž má na YouTube ze všech zveřejněných videí největší počet zhlédnutí. Druhý EP, 'Immortal Youth', byl zveřejněn 28. ledna 2015. Nejúspěšnější písní se stala 'Wet Noose'. 17. listopadu 2017 se vydává první album 'All is in sync, and there's nothing left to sing about', kde nejvíce zabodovala píseň 'Mirror Room'.  

### Gold Soul Coma (EP)
- Elixir Of Life (videoklip)
- Glass Waves (videoklip)
- Midnight Starlet (videoklip)
- Mood Ring (videoklip)
- Sacred Organs (videoklip)
- Skin Cult (videoklip)
- Rainmaker (videoklip)
- Demons - (videoklip)

### Immortal Youth (EP)
- Technicolor (videoklip)
- My Exorcist (videoklip)
- Wet Noose (videoklip)
- Evermore (videoklip)
- Car Crash (videoklip)

### All is in sync, and there's nothing left to sing about
- Cry Wolf (videoklip)
- Vertigo (videoklip)
- Legs (videoklip)
- Badlands (videoklip)
- Fox Rain (videoklip)
- Surrogate Lover (videoklip)
- NightDrive (videoklip)
- Mirror Room (videoklip)
- Scouts Honor (videoklip)
- Little Shell (videoklip)
- Rabid Dog (videoklip)
- All is in sync, and there's nothing left to sing about (videoklip)